# Wenigen-Dornheim
Wenigen-Dornheim ist eine Wüstung in der Gemarkung der Gemeinde Dornheim im Ilm-Kreis in Thüringen.

## Lage
Die Wüstung Wenigen-Dornheim und der Wüste Kirchhof befinden sich nordwestlich der Gemeinde Dornheim zwischen dem Dorf und dem Dornheimer unteren Hölzchen am langgestreckten Nordufer des Wolfsbaches.

## Archäologische Zeugnisse
Aus der Jungsteinzeit wurden die ersten Funde südlich des Wolfbaches gefunden. Beim Bau der Eisenbahntrasse Arnstadt-Stadtilm im Jahre 1894 fand man ein Körpergrab und eine bronzene Vasenkopfnadel und weitere Funde. Sie wurden in die Zeit 800 vor Christus eingestuft. Bis auf eine Wandscherbe fehlen die archäologischen Nachweise einer Besiedlung bis zum frühen Mittelalter.
Dobenecker III/1925 Nr. 2082 schrieb: Wenigen-Dornheim, heute wüst, urkundlich seit 1252 fassbar. Dann erscheint 1356 der Nachweis minor Dornheim in einem Ablassbrief neben Siegelbach als Filialdorf der Mutterkirche Oberndorf. Wenigen-Dornheims lag daraus schlussfolgernd im Machtbereich der Grafen von Käfernburg (Apfelstädt 1887) S. 58; Hannappel 1941 S. 321. 1887 weist F. Apfelstädt S. 58 nach, dass von Wenigen-Dornheim Spuren vorhanden waren, aber Mauerreste, Menschengebeine, Teile von Ackergeräten usw. ausgegraben worden sind. Darüber berichtet Müllerott.

## Fazit
- Wenigen-Dornheim lag am heute noch langgestreckten Nordufer des Wolfsbaches zwischen Dornheim und dem Dornheimer unteren Hölzchen.
- Wenigen-Dornheim gehörte zu einer Siedlungsgruppe von Dörfern seit dem 12. Jahrhundert als Gegenpol der Käfernburger zum hersfeldischen Dorf Dornheim.
- Mit dem Aussterben der Grafen von Käfernburg 1385 verlor Wenigen-Dornheim seine ökonomische und politische Basis.
- 1394 wurde das Dorf letztmals urkundlich genannt. Der schlagartige Rückgang der Funde ab dem 15. Jahrhundert bestätigt den schnellen Wüstungsprozess.
- 1520 wurde im Erbbuch Oberndorf vom wüsten Dornheim berichtet.[3]